# 2SZ3
A 2SZ3 Akacija szovjet 152 mm-es önjáró tarack, amelyet a Szovjet Hadsereg a páncélos és a gépesített hadosztályai tűztámogatására rendszeresített. Minden fő egységet 18 ilyen harcjárművel szereltek fel. Alváza a 2K11 Krug önjáró légvédelmirakéta-rendszer hordozó járművének és a GMZ aknatelepítő jármű rövidített változata. Az 1960-as évek végén fejlesztették ki az Uraltranszmas vállalatnál, a jármű 2A33 (D–22) jelű 152 mm-es tarackját az OKB–9 tervezőirodánál fejlesztették ki. 1971-ben rendszeresítették a Szovjet Hadseregnél. Teljes körű atom-, biológiai és vegyi (ABV) védelemmel rendelkezik. Harcászati atomlőszer kilövésére is alkalmas, úszóképességgel nem rendelkezik. Bevetés közben a személyzet két tagja a jármű hátsó részén lévő két ajtón keresztül adogatja a lőszert a löveghez. A 2SZ3 népszerű fegyvernek bizonyult, exportálták Irakba, Szíriába és Líbiába is.
A Magyar Néphadseregben az 1980-as évek elején állították hadrendbe. Magyarország egy tüzérosztályhoz szükséges 18 darab járművet vásárolt. Kezdetben Marcaliban, később Várpalotán állomásoztak. A nyilvánosság számára az 1985. április 4-i katonai díszszemlén voltak először láthatók. Magyarországon 1993-ban vonták ki a szolgálatból.

## Műszaki adatok
- Gyártó: Szovjetunió
- Személyzet: 6 fő
- Tömeg: 24 945 kg
- Méretek: hosszúság 8,40 m; szélesség 3,20 m; magasság 2,80 m
- Hatótávolság: 300 km
- Páncélzat: 15–20 mm
- Fegyverzet: egy 152 mm tarackágyú; egy 7,62 mm légvédelmi géppuska
- Motor: egy 520 LE (388 kW) teljesítményű V-12 dízelmotor
- Teljesítmény: maximális sebessége úton 55 km/h